# Colobostruma foliacea
Colobostruma foliacea är en myrart som först beskrevs av Carlo Emery 1897.  Colobostruma foliacea ingår i släktet Colobostruma och familjen myror. Inga underarter finns listade i Catalogue of Life.

## Bildgalleri

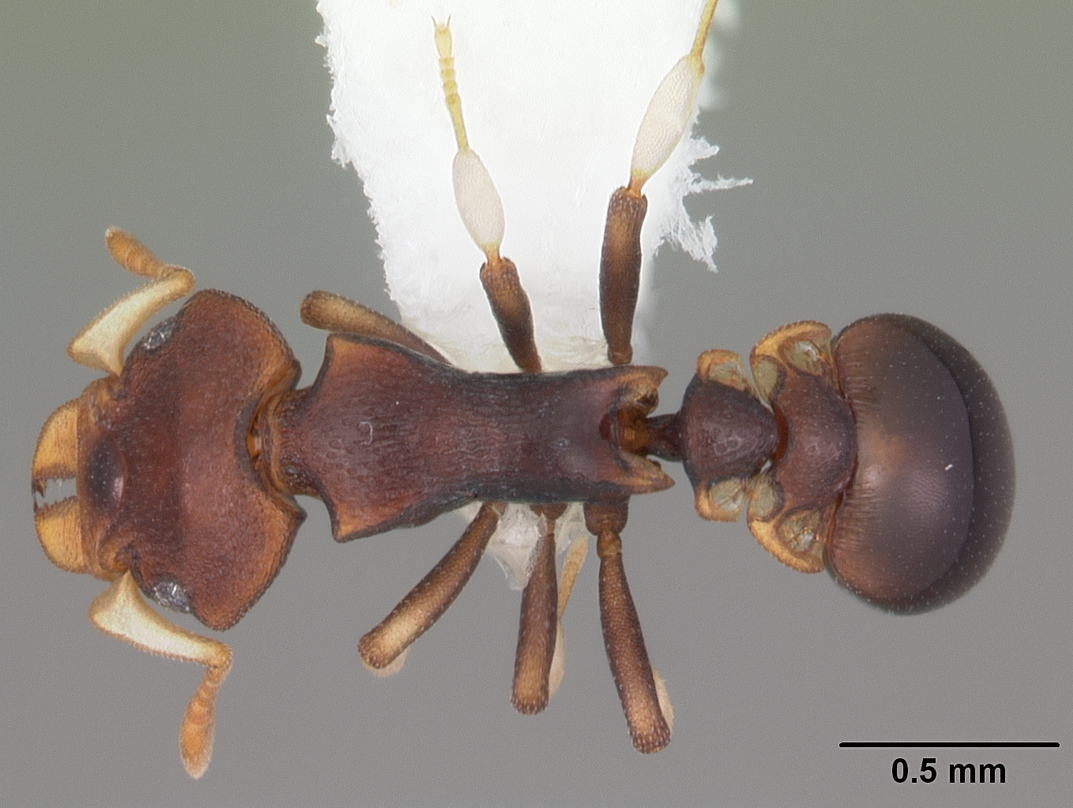
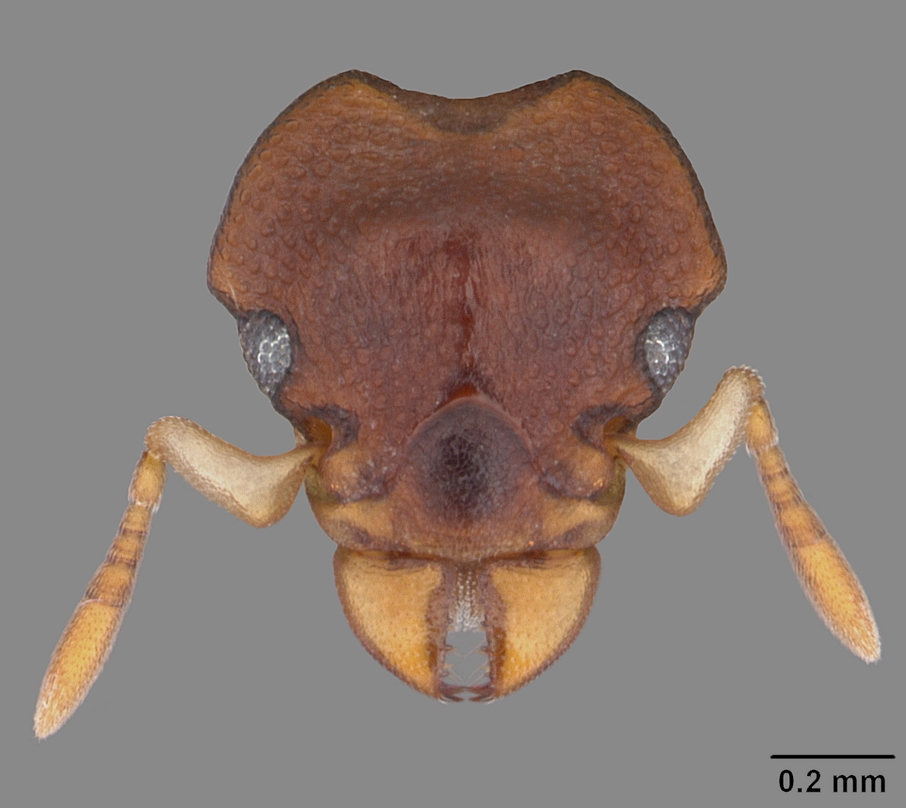
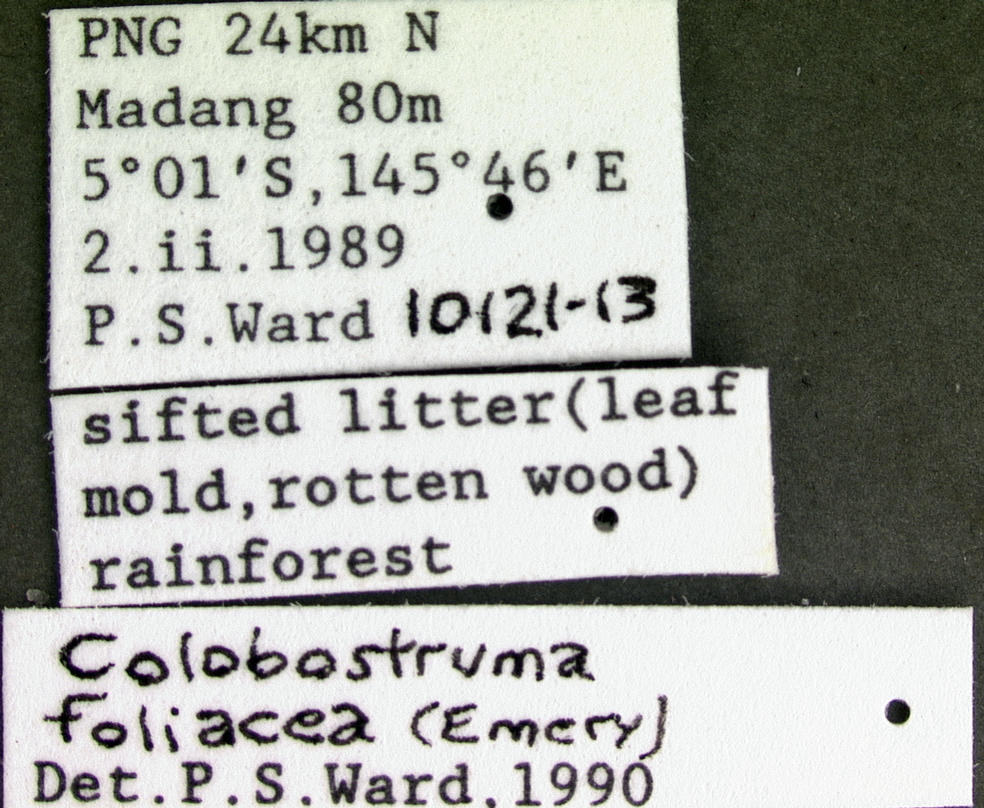
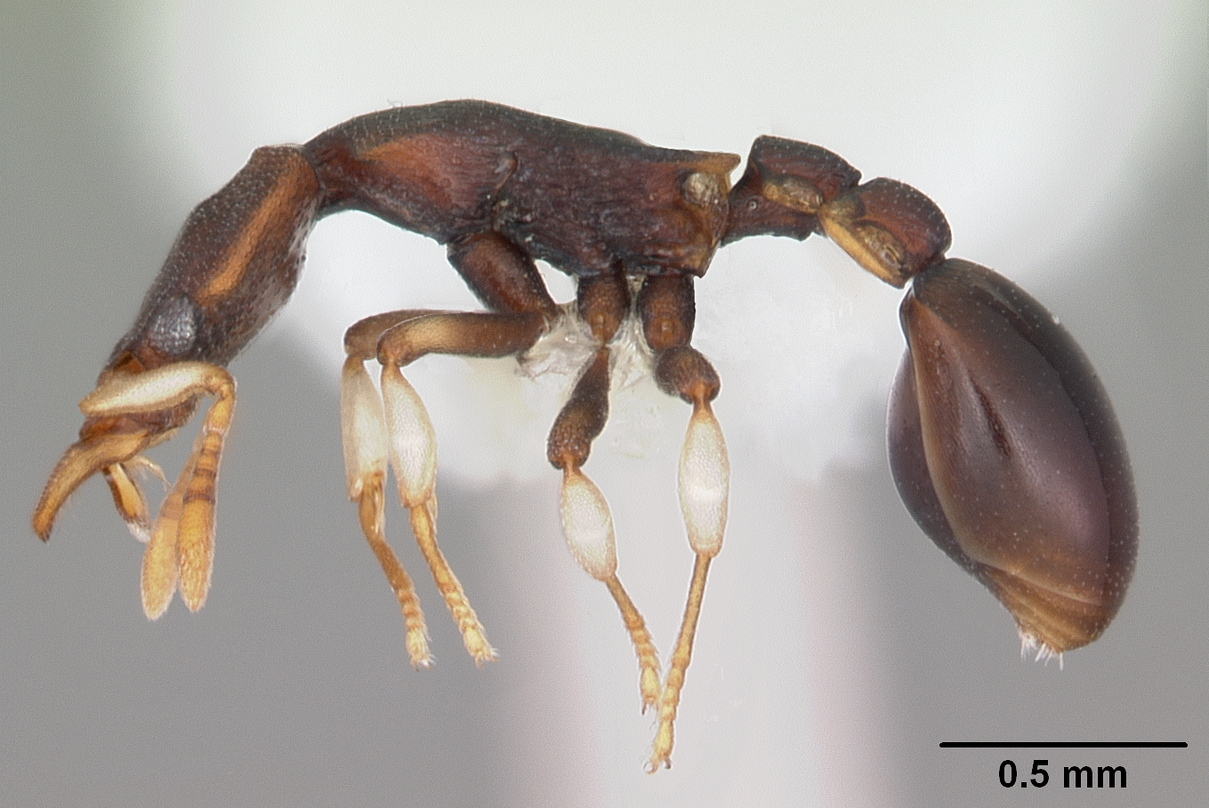